# Mark Moses
Mark Moses, född 24 februari 1958 i New York, är en amerikansk skådespelare. Han är bland annat känd för sina roller som Paul Young i Desperate Housewives och som Duck Philips i Mad Men.

## Biografi

### Uppväxt
Moses föddes i New York men växte upp i Evanston, Illinois. Hans far arbetade med marknadsföring på Madison Avenue när de bodde i New York. Han menar att detta hjälpte att få rollen som Duck Phillips i den kritikerrosade TV-serien Mad Men. Moses föräldrar flyttade till Saint Louis, Missouri när han fortfarande gick i gymnasiet, så han stannade med familj vänner i Evanston för att avsluta gymnasiet där. Moses gick på Evanston Township High School där han var quarterback i skolans amerikanska fotbollslag. Han gick därefter på Ithaca College i Ithaca, New York där han läste engelska. Moses hoppade av efter ett år för att resa. Han hoppade sedan på New York University, där han tog examen i teater.

### Karriär
Mark Moses har medverkat i ett antal filmer av regissören Oliver Stone, som Plutonen, The Doors, och Född den fjärde juli. 
Som karaktärsskådespelare med framträdanden på projekt som sträcker sig till så olika filmer som Big Mommas hus 2 (2006), Plutonen (1986) och Star Trek: Voyager (1999), har Moses varit flitigt anlitad, men har inte blivit ett känt namn förrän han fick rollen som Paul Young på ABC:s komedidrama Desperate Housewives (2004-2007). Som den störda maken till den avlidna Mary Alice Young, spelade han en av de centrala karaktärerna i seriens ursprungliga huvudmysterium. Under 2010 återvände Moses till Desperate Housewives för att reprisera sin roll som Paul Young i sjätte säsongens final och som en återkommande roll i den sjunde säsongen.
Moses spelade Herman "Duck" Phillips i AMC-serien Mad Men fram till 2009, och hade huvudrollen 2006 i en Off-Broadwaypjäs som hette Burleigh Grimes. 
Han hade en liten roll 2008 i filmen Swing Vote, med Kevin Costner. 

### Privatliv
Moses bor för närvarande i Studio City, Kalifornien med sin fru, Annie LaRussa, och deras två söner Walker och Zane. Moses är en demokrat och stödde Barack Obama i presidentvalen 2008 och 2012.

## Filmografi

### Filmer
| År   | Titel                                     | Roll                    | Notering |
| ---- | ----------------------------------------- | ----------------------- | -------- |
| 1986 | Plutonen                                  | Lieutenant Wolfe        |          |
| 1987 | I skuggan av ett brott                    | Win Hockings            |          |
| 1989 | Född den fjärde juli                      | Optimistisk doctor      |          |
| 1990 | Hollywood Heartbreak                      | Randy Derringer / Abbey |          |
| 1990 | Dead Men Don't Die                        | Jordan                  |          |
| 1991 | The Doors                                 | Jac Holzman             |          |
| 1993 | Gettysburg                                | Sergeant Owen           |          |
| 1997 | Just in Time                              | Michael Bedford         |          |
| 1998 | Deep Impact                               | Tim Urbanski            |          |
| 1999 | One Man's Hero                            | Colonel Benton Lacey    |          |
| 1999 | Treehouse Hostage                         | Rick Taylor             |          |
| 2001 | Race to Space                             | Alan Shepard            |          |
| 2002 | Röd drake                                 | Fader i film            |          |
| 2004 | The Remembering Movies                    | Jonathan Clifton        |          |
| 2004 | A One Time Thing                          | Dr. Norris              |          |
| 2004 | After the Sunset                          | Lakers FBI Agent        |          |
| 2005 | Monster till svärmor                      | Man i café              |          |
| 2006 | Letters from Iwo Jima                     | Amerikansk Officer      |          |
| 2006 | Big Mommas hus 2                          | Tom Fuller              |          |
| 2006 | Two Tickets to Paradise                   | Footballspappa          |          |
| 2008 | Swing Vote                                | Attorney General Wyatt  |          |
| 2009 | Carriers                                  | Doktor                  |          |
| 2011 | And They're Off                           | Alex Flamm              |          |
| 2012 | Seeking a Friend for the End of the World | Ankare                  |          |
| 2012 | Flare: The Hunt                           | Dale                    |          |
| 2013 | Cesar Chavez                              | Fred Moss               |          |

### Television
| År        | Titel                                      | Roll                        | Notes |
| --------- | ------------------------------------------ | --------------------------- | --- |
| 1985      | Big Shots in America                       | Man                         | |
| 1985      | Nord och Syd                               | Ung Ulysses S. Grant        | |
| 1986      | Fem i familjen                             | Rick Albert                 | |
| 1988      | The Tracker                                | Tom Adams                   | |
| 1988      | The Silence at Bethany                     | Ira Martin                  | |
| 1990      | Pantertanter                               | David                       | |
| 1990      | Grand                                      | Richard Peyton              | |
| 1990      | Matlock                                    | Donald Ware                 | |
| 1990      | Father Dowling Mysteries                   |                             | |
| 1991      | Empire City                                |                             | |
| 1992      | Battle in the Erogenous Zone               | Alan                        | |
| 1992      | Perry Mason: The Case of the Fatal Framing | Joel McKelvey               | |
| 1994      | A Kiss Goodnight                           | Michael Turner              | |
| 1994      | Silk Stalkings                             | Paul Dyer                   | |
| 1994      | Scali                                      | Stuart Walsh                | |
| 1994      | The George Carlin Show                     | Brad                        | |
| 1994–1995 | Diagnosis: Murder                          | Robin Westlin               | |
| 1995      | Ensamma hemma                              | Ben Atkins                  | |
| 1995      | The 5 Mrs. Buchanans                       | Reverend Charles Buchanan   | |
| 1995      | The Single Guy                             | Matt Parker                 | |
| 1995      | The Crew                                   | Jake                        | |
| 1997      | Rough Riders                               | Woodbury Kane               | |
| 1998      | LateLine                                   | Jack Hunter                 | |
| 1998      | Chicago Hope                               | Ron Greenfield              | |
| 1999      | Pensacola: Wings of Gold                   | Agent Margolis              | |
| 1999      | Family Law                                 |                             | |
| 1999      | Touched by an Angel                        | Seth                        | |
| 1999      | Star Trek: Voyager                         | Naroq                       | |
| 1999      | It's Like, You Know...                     | Fred Swedlowe               | |
| 2000      | Vem dömer Amy?                             | Mark Pruitt                 | |
| 2000      | På heder och samvete                       | Deke Carson                 | |
| 2000      | Beyond Belief: Fact or Fiction             | Frank                       | |
| 2000      | CSI: Crime Scene Investigation             | Scott Shelton               | |
| 2001      | What's Up, Peter Fuddy?                    |                             | TV-film |
| 2001      | James Dean                                 | Dick Clayton                | |
| 2001      | Star Trek: Enterprise                      | Henry Archer                | |
| 2001–2002 | Ally McBeal                                | Assistant District Attorney | |
| 2002      | In My Life                                 |                             | |
| 2002      | Providence                                 |                             | |
| 2002      | Presidio Med                               | Nathan                      | |
| 2002      | Boomtown                                   | Don Schneider               | |
| 2003      | Advokaterna                                | Henry Winslow               | |
| 2003      | Cityakuten                                 | Mr. Marks                   | |
| 2003      | Sjunde himlen                              | Mr. Smith                   | |
| 2003      | Saving Jessica Lynch                       |                             | TV-film |
| 2003      | Polisaspiranten                            | Dan Harris                  | |
| 2003      | Vita huset                                 | Donald Richter              | |
| 2004      | Malcolm - Ett geni i familjen              | Richard                     | |
| 2004      | The District                               | Richard Lowe                | |
| 2004      | Las Vegas                                  | Dr. Miles Marks             | |
| 2004      | På spaning i New York                      | Andrew Moss                 | |
| 2004      | Oliver Beene                               | Dr. Herbert                 | |
| 2004–2011 | Desperate Housewives                       | Paul Young                  | Screen Actors Guild Award för bästa ensemble i komediserie (2006; delad med övriga huvudroller) 76 avsnitt |
| 2007      | The Hill                                   | Senator Rogers              | |
| 2007      | Brottskod: Försvunnen                      | Rob Darcy                   | |
| 2007–2008 | Boston Legal                               | A.D.A. George McDougal      | |
| 2007–2013 | Mad Men                                    | Herman "Duck" Phillips      | Screen Actors Guild Award för bästa ensemble i dramaserie (2009; delad med övriga huvudroller) 21 avsnitt  |
| 2008      | Law & Order: Special Victims Unit          | James Grall                 | |
| 2009      | Ice Twisters                               | Charlie Price               | |
| 2009      | Drop Dead Diva                             | Joe Dopkins                 | |
| 2009      | Acceptance                                 | Wilson Rockefeller          | |
| 2009      | Ghost Whisperer                            | Dr. Forrest Morgan          | |
| 2009      | Castle                                     | Blake Wellesley             | |
| 2010      | Human Target                               | Hollis                      | |
| 2010      | CSI: Miami                                 | Chuck Williams              | |
| 2011      | Covert Affairs                             | Will                        | |
| 2011      | Criminal Minds                             | Senator Cramer              | |
| 2011      | The Closer                                 | Commissioner Jay Meyers     | |
| 2012      | The Killing                                | Lt. Erik Carlson            | |
| 2012      | Fairly Legal                               | Bob                         | |
| 2012      | Common Law                                 | Borgmästare Richard Barnes  | |
| 2012      | Key & Peele                                | Inbördeskrigsgeneral        | |
| 2012      | CSI: New York                              | Mr. Connors                 | |
| 2013      | Elementary                                 | Oliver Purcell              | |
| 2013      | Blue Bloods                                | Curtis Swint                | |
| 2013      | Chavez                                     | Fred Ross                   | |
| 2013      | Criminal Minds                             | Senator Cramer              | |
| 2014      | Homeland                                   | Dennis Boyd                 | |